# Voyenne
Voyenne ist eine französische Gemeinde mit 309 Einwohnern (Stand: 1. Januar 2022) im Département Aisne in der Region Hauts-de-France (bis 2015: Picardie). Sie gehört zum Arrondissement Laon, zum Kanton Marle und zum Gemeindeverband Pays de la Serre.

## Lage
Die Gemeinde Voyenne liegt am Fluss Serre im Westen der Landschaft Thiérache, 18 Kilometer nordnordöstlich von Laon. Umgeben wird Voyenne von den Nachbargemeinden Marcy-sous-Marle im Norden, Marle im Nordosten, Autremencourt im Osten, Toulis-et-Attencourt im Südosten und Süden, Froidmont-Cohartille im Süden, Dercy im Südwesten, Erlon im Nordwesten.

## Bevölkerungsentwicklung
| Jahr                       | 1962 | 1968 | 1975 | 1982 | 1990 | 1999 | 2005 | 2015 | 2022 |
| Einwohner                  | 422  | 409  | 362  | 301  | 266  | 284  | 276  | 315  | 309  |
| Quellen: Cassini und INSEE |      |      |      |      |      |      |      |      |      |

## Sehenswürdigkeiten

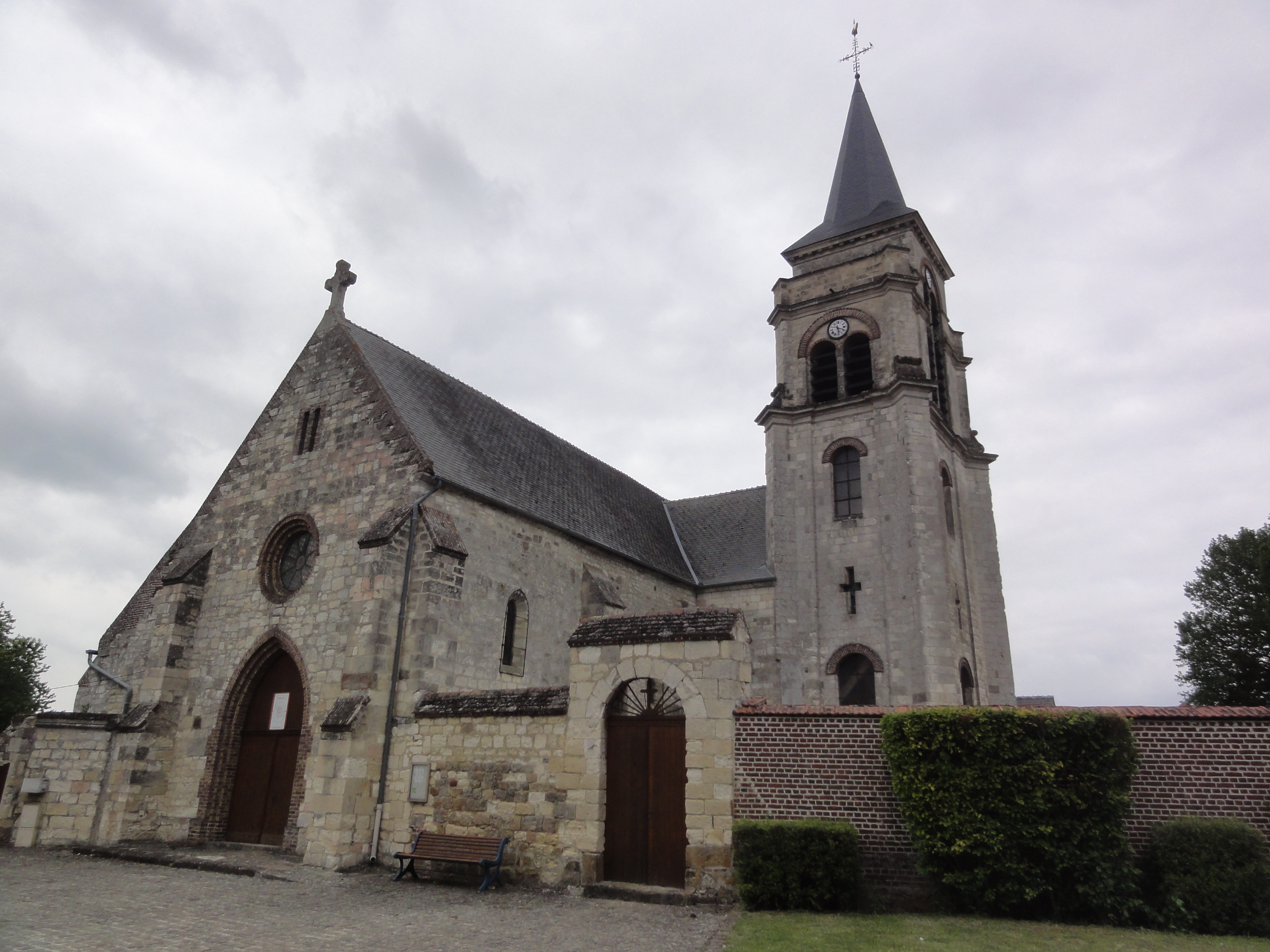
Kirche Saint-Rémi
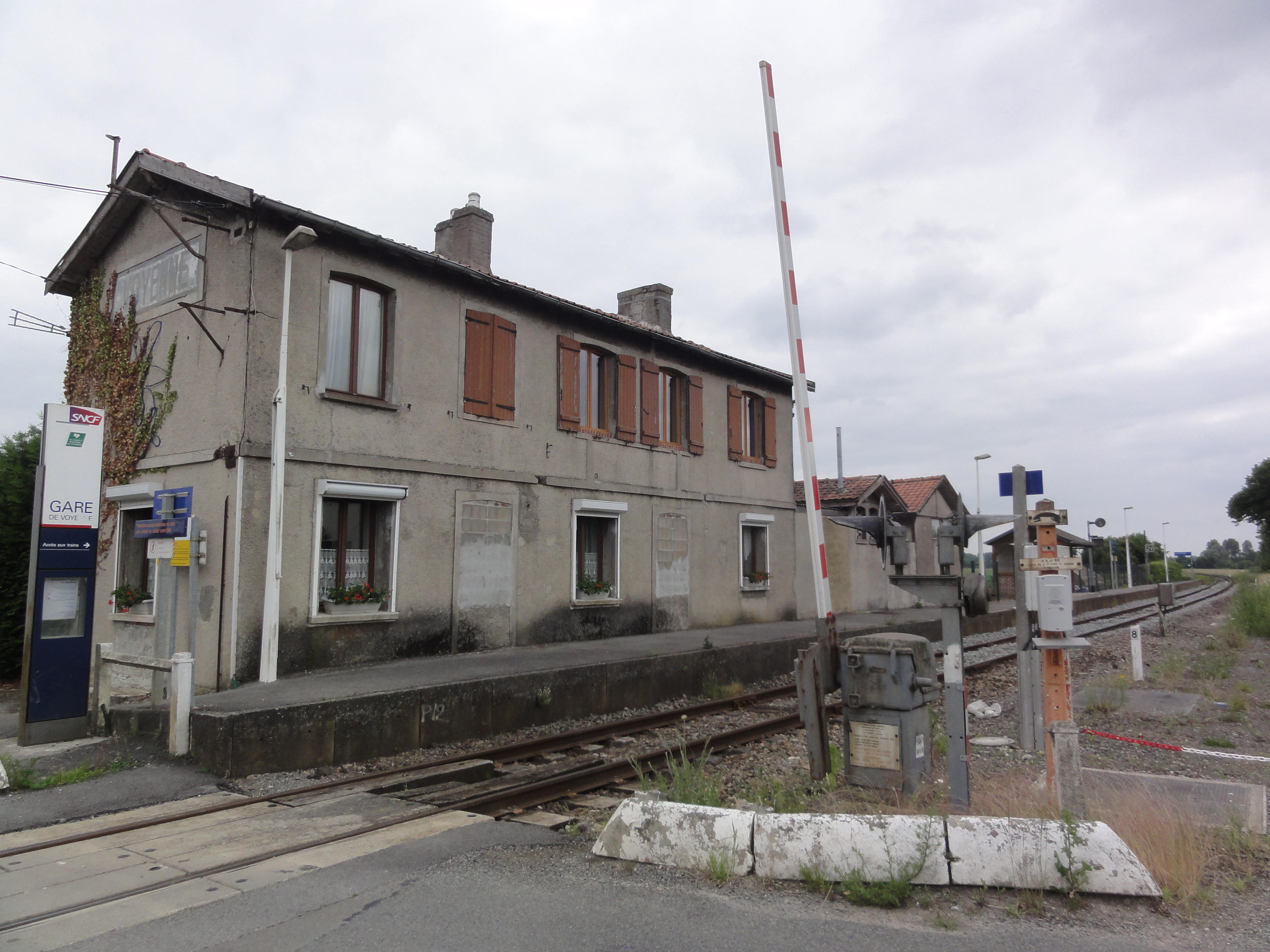
Bahnhof
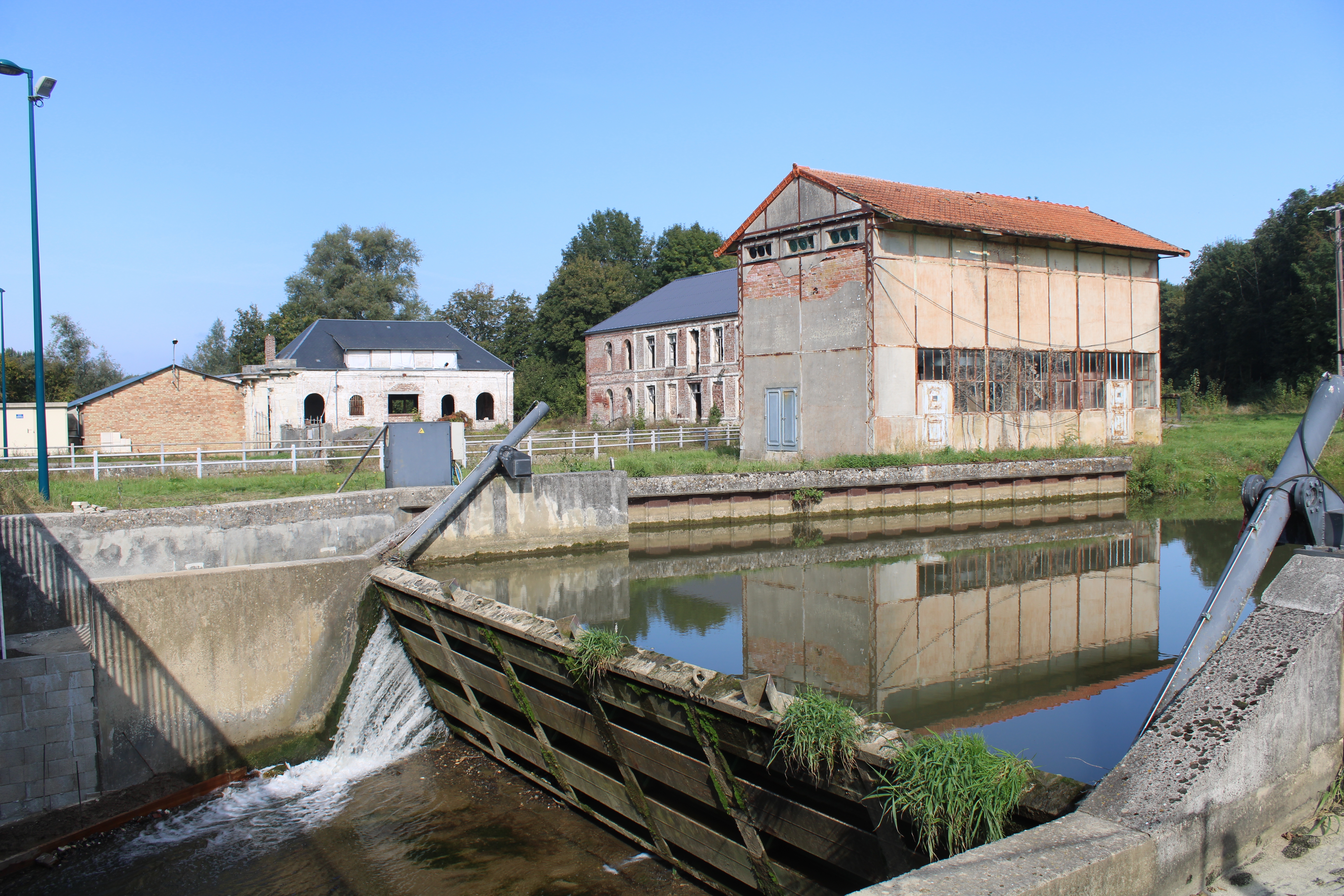
Ehemaliges Wasserkraftwerk
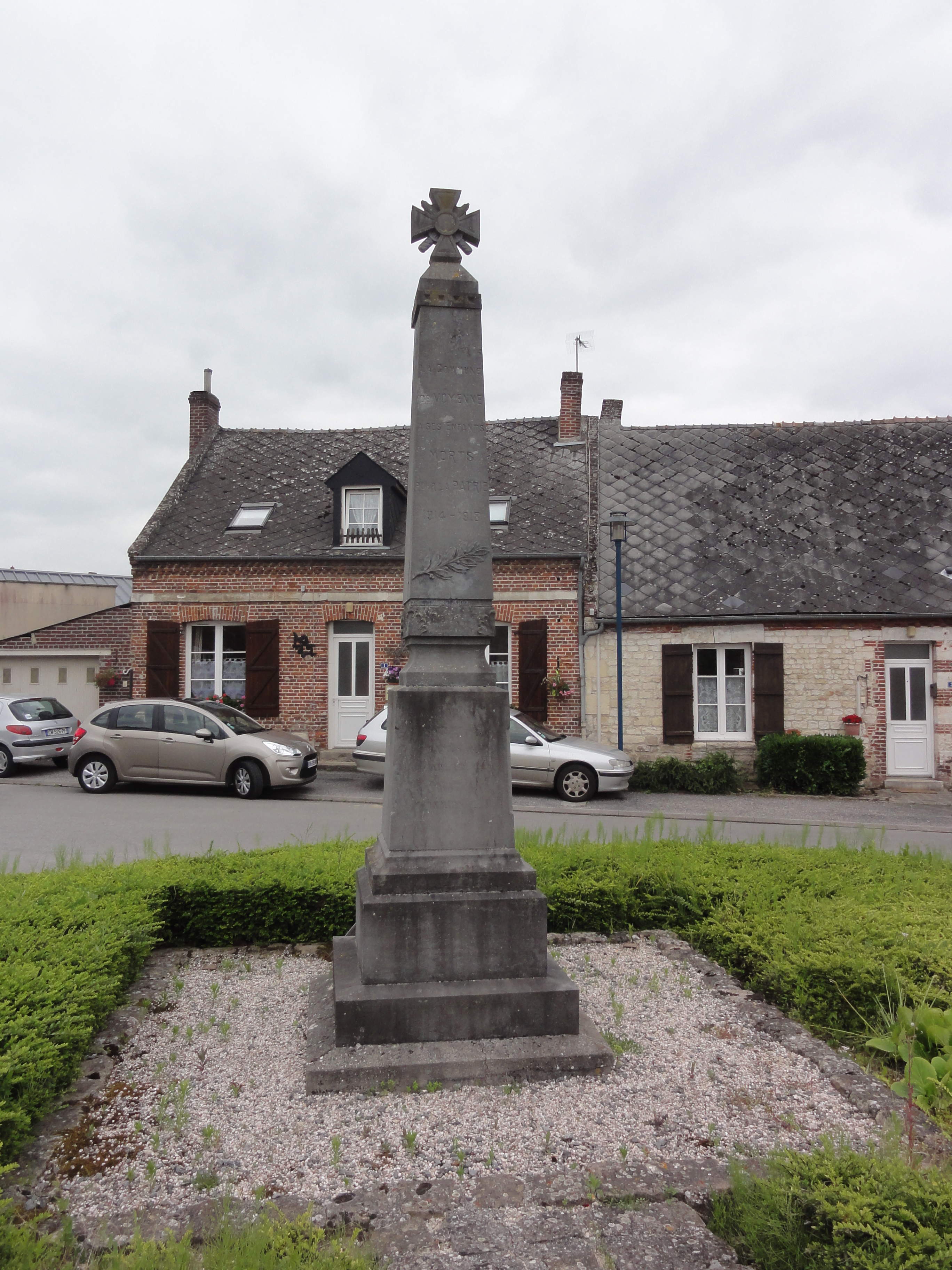
Gefallenendenkmal

- Kirche Saint-Rémi
- Bahnhof
- Ehemaliges Wasserkraftwerk
- Gefallenendenkmal